# József Kovács (Langstreckenläufer)
József Kovács [ˈjoːʒɛf ˈkovaːʧ] (* 3. März 1926; † 29. März 1987) war ein ungarischer Langstreckenläufer.
József Kovács schied bei den Olympischen Spielen 1952 in Helsinki im Vorlauf über 5000 Meter aus. Bei den Leichtathletik-Europameisterschaften 1954 in Bern gewann Kovács nach einem spannenden Finale in 29:25,8 Minuten knapp vor dem Briten Frank Sando die Silbermedaille über 10.000 m. Sieger war allerdings mit fast einer halben Minute Vorsprung der Tscheche Emil Zátopek. Vier Tage später gab Kovács im Finale über 5000 Meter auf. Es gewann in Weltrekordzeit der für die Sowjetunion antretende Ukrainer Wolodymyr Kuz.
Bei den Olympischen Spielen 1956 in Melbourne gewann Kuz das Finale über 10.000 Meter souverän. Kovács gewann erneut in einem knappen Finish Silber, mit 28:52,4 Minuten hatte er eine gute Sekunde Vorsprung auf den Australier Allan Lawrence.
1960 bei den Olympischen Spielen in Rom kam Kovács über 10.000 Meter in 29:42,2 Minuten auf den 15. Platz.
József Kovács war 1,63 m groß und wog 50 kg.